# Licenciamento por volume

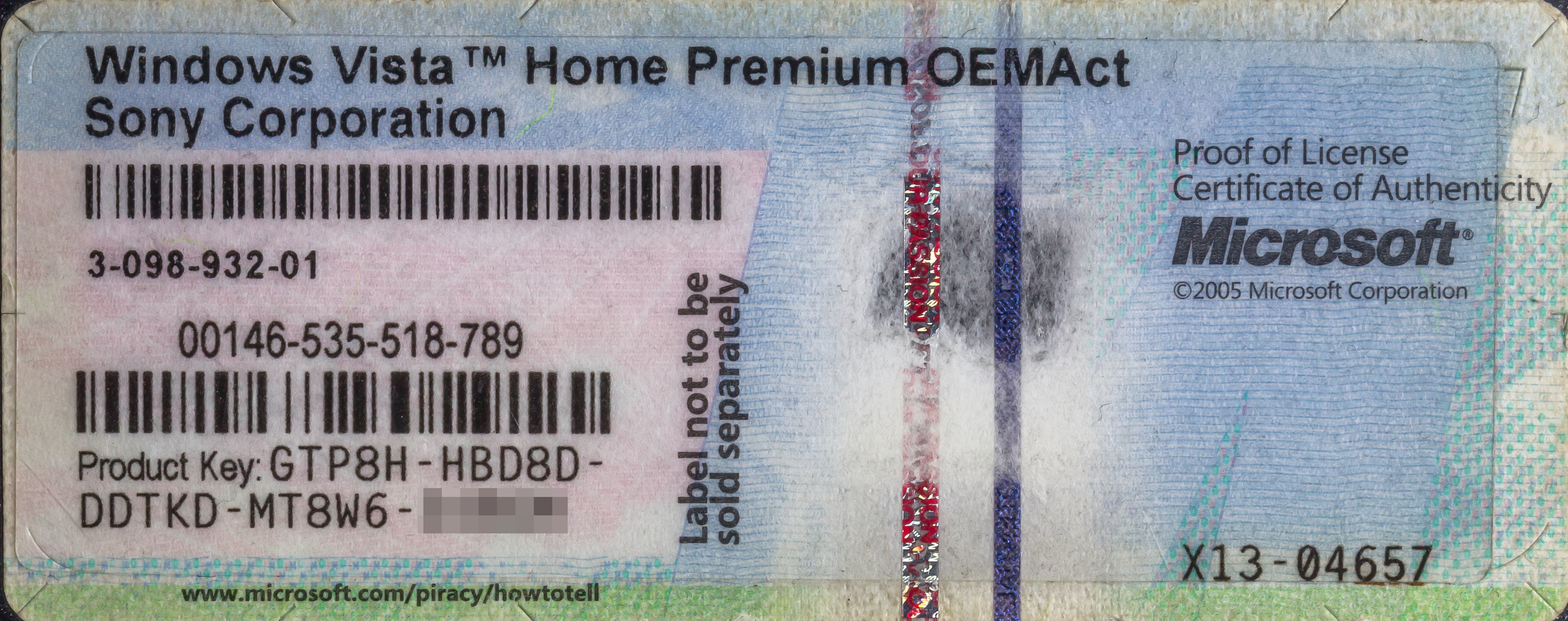

Em licenciamento de software, um licenciamento por volume (português brasileiro) ou licenciamento em volume (português europeu) é a prática de vender uma licença que autoriza um programa de computador a ser usado em um grande número de computadores ou por um grande número de usuários. Os clientes de tais esquemas de licenciamento são tipicamente empresas, instituições governamentais ou educacionais, com preços variando dependendo do tipo, quantidade e prazo de assinatura aplicáveis. Por exemplo, os softwares da Microsoft disponíveis por meio de programas de licenciamento por volume incluem o Microsoft Windows e o Microsoft Office.
Tradicionalmente, uma chave de licenciamento por volume ou em volume, que pode ser fornecida a todas as instâncias do programa de computador licenciado, estava envolvida no licenciamento por volume. Com a popularidade de práticas de software como serviço, os clientes de licenciamento por volume só fornecem seu software com credenciais pertencentes a uma conta de usuário on-line, que é usada para outros aspectos de serviços e provisionamento.

## Visão geral
Tradicionalmente, uma chave de produto é fornecida com programas de computador. Ele age de forma análoga a uma senha: os programas de computador pedem ao usuário para provar seu direito; em resposta, o usuário fornece essa chave. Essa chave, no entanto, deve ser usada apenas uma vez, ou seja, em um computador. Uma chave de licenciamento por volume, no entanto, pode ser usada em vários computadores. Os fornecedores podem tomar medidas adicionais para garantir que a chave de seus produtos seja usada apenas no número pretendido. Esses esforços são chamados de ativação do produto.
As licenças por volume nem sempre são transferíveis. Por exemplo, somente alguns tipos de licença de volume da Microsoft podem ser transferidos, desde que um processo de transferência formal seja concluído, o que permite que a Microsoft registre o novo proprietário. Um número muito pequeno de fornecedores de software é especializado em intermediar essas transferências para permitir a venda de licenças e chaves de volume. O mais notável deles, o Discount-Licensing, foi pioneiro na venda de licenças de volume da Microsoft dessa maneira.